# Polbathic
Polbathic – wieś w Anglii, w Kornwalii. Leży 92 km na wschód od miasta Penzance i 320 km na południowy zachód od Londynu.